# Tour de France 2024/2. Etappe
Die 2. Etappe der Tour de France 2024 fand am 30. Juni 2024 statt. Sie bildete den zweiten Abschnitt des Grand Départ, der im Rahmen der 111. Austragung des französischen Etappenrennens in Italien stattfand. Die Strecke führte von Cesenatico über 198,7 hüglige Kilometer nach Bologna. Im Finale wurde ein Rundkurs befahren, bei dem die Auffahrt zum Santuario della Madonna di San Luca erfolgte. Nach der Etappe hatten die Fahrer 404,7 Kilometer absolviert, was 11,57 % der Gesamtdistanz entsprach.
Den Etappensieg sicherte sich der Franzose Kévin Vauquelin (Arkéa-B&B Hotels), der sich im Schlussanstieg der Côte de San Luca rund 14 Kilometer vor dem Ziel von der Ausreißergruppe absetzte. Schlussendlich betrug sein Vorsprung 36 Sekunden auf Jonas Abrahamsen (Uno-X Mobility) und 48 Sekunden auf Quentin Pacher (Groupama-FDJ), die ebenfalls Teil der Fluchtgruppe waren. Tadej Pogačar (UAE Team Emirates) überquerte die Ziellinie als 14. zeitgleiche mit Jonas Vingegaard (Team Visma-Lease a Bike), Remco Evenepoel (Soudal Quick-Step) und Richard Carapaz (EF Education-EasyPost) und übernahm das Gelbe Trikot.

## Streckenverlauf
Der neutralisierte Start erfolgte in Cesenatico auf der Viale Dino Ricci. Auf den ersten Metern führte die Strecke zum Piazza Andrea Costa, wo sich ein Marco-Pantani-Denkmal befindet. Weiter ging es vorbei am Piazza Ubaldo Comandini und über den Fosso Venarella in Richtung Norden, ehe die Via dei Cosmonauti nach Cervia führte. Hier wurde das Rennen nach 9,3 Kilometern auf der Lungomare Grazia Deledda freigegeben.
Nach dem offiziellen Start führte die Strecke vorbei am Mirabilandia nach Ravenna, wo die Kirche San Vitale passiert wurde. Über Russi ging es im Anschluss nach Faenza, wonach von Brisighella aus die Auffahrt auf die Côte de Monticino (250 m) erfolgte. Bei Kilometer 74 wurde auf der SP23 eine Bergwertung der 3. Kategorie abgenommen, ehe es bergab nach Riolo Terme ging. Kurz darauf begann die Straße erneut zu steigen und auf der SP65 wurde mit der Côte de Gallisterna (257 m) ein weiterer Anstieg der 3. Kategorie befahren. Diese wies auf einer Länge von 1200 Metern eine durchschnittliche Steigung von 12,8 % auf und wurde nach 88,8 Kilometern überquert. Die nachfolgende flache Abfahrt leitete die Fahrer nach Imola, wobei das Autodromo Enzo e Dino Ferrari passiert wurde. Wenig später wurde auf der SS9 bei Toscanella der einzige Zwischensprint bei Kilometer 108,1 ausgefahren. Danach ging es über Castel San Pietro Terme und Ozzano dell’Emilia nach San Lazzaro di Savena, wo die Fahrer links auf die SP36 abbogen. Die Strecke führte dann durch den Parco dei Gessi Bolognesi e Calanchi dell’Abbadessa nach Botteghino di Zocca, ehe mit der Côte de Botteghino di Zocca (242 m) auf der Via Anna Donini eine Bergwertung der 4. Kategorie nach 139 Kilometern erreicht wurde. Über Pianoro und Rastignano-Carteria di Sesto ging es im Anschluss zu einer weiteren Bergwertung der 3. Kategorie, die bei Kilometer 151,2 auf der Côte de Montecalvo (309 m) abgenommen wurde. Kurz darauf erreichten die Fahrer über die SS9 den finalen Rundkurs in Bologna.
Die erste Zieldurchfahrt erfolgte nach 162,5 Kilometern. Daraufhin musste ein 18,3 Kilometer langer Rundkurs zwei Mal befahren werden. Von der Via Irnerio führte die Strecke zum Piazza dei Martiri 1943-1945, ehe es in Richtung Süden zu den Tombe dei Glossatori ging. Anschließend bogen die Fahrer rechts auf die Via Sant'Isaia ab und folgten dem Straßenverlauf in Richtung Westen. Kurz vor dem Stadio Renato Dall’Ara drehte die Fahrtrichtung gen Süden und es wurde der Arco del Meloncello durchfahren, der den Auftakt des Schlussanstiegs bildete. Nach einer leichten Linkskurve erreichten die Fahrer die Via di San Luca, die mit 10,6 % im Schnitt zum Santuario della Madonna di San Luca führte. Der Anstieg der 3. Kategorie war dabei 1900 Meter lang und trägt den Namen Côte de San Luca (265 m). Der höchste Punkt wurde 30,8 bzw. 12,6 Kilometer vor dem Ziel überquert, wobei bei der zweiten Überfahrt Bonussekunden vergeben worden sind. Auf dem Weg nach Montalbano folgte eine kurze Gegensteigung, bevor es über die Via di Casaglia zurück nach Bologna ging. Die letzten sechs Kilometer führten dann auf flachen Straßen um das Stadtzentrum. Dabei wurden das Porta Saragozza, Porta Castiglione, Porta Santo Stefano und Porta San Vitale passiert. Vor dem Porta San Donato bogen die Fahrer links auf die Via Irnerio ab, auf der sich der Zielstrich neben dem Piazza VIII Agosto befand.
|                            | Ort                               | Kilometer | Länge (km) | Höhe (m) | Ø Steigung |
| -------------------------- | --------------------------------- | --------- | ---------- | -------- | ---------- |
| neutralisierter Start      | Cesenatico (Viale Dino Ricci)     | −9,3      |            |          |            |
| offizieller Start          | Cervia (Lungomare Grazia Deledda) | 0,0       |            |          |            |
| Bergwertung (3. Kategorie) | Côte de Monticino                 | 74,0      | 2,0        | 250      | 7,5 %      |
| Bergwertung (3. Kategorie) | Côte de Gallisterna               | 88,8      | 1,2        | 257      | 12,8 %     |
| Zwischensprint             | Dozza (Toscanella)                | 108,1     |            |          |            |
| Bergwertung (4. Kategorie) | Côte de Botteghino di Zocca       | 139,0     | 1,9        | 242      | 6,9 %      |
| Bergwertung (3. Kategorie) | Côte de Montecalvo                | 151,2     | 2,7        | 309      | 7,7 %      |
| 1. Zieldurchfahrt          | Bologna                           | 162,5     |            |          |            |
| Bergwertung (3. Kategorie) | Côte de San Luca                  | 168,3     | 1,9        | 265      | 10,6 %     |
| 2. Zieldurchfahrt          | Bologna                           | 180,9     |            |          |            |
| Bergwertung (3. Kategorie) | Côte de San Luca                  | 186,6     | 1,9        | 265      | 10,6 %     |
| Bonussprint                | Côte de San Luca                  | 186,6     |            |          |            |
| Ziel                       | Bologna                           | 199,2     |            |          |            |

## Rennverlauf
Unmittelbar nach dem Start kam es zu mehreren Angriffen im Hauptfeld. Nach rund 10 Kilometern setzten sich elf Fahrer vom Peloton ab. In dieser Ausreißergruppe waren Jonas Abrahamsen (Uno-X Mobility), Harold Tejada (Astana Qazaqstan), Nélson Oliveira (Movistar), Axel Laurance (Alpecin-Deceuninck), Quentin Pacher (Groupama-FDJ), Cristián Rodríguez, Kévin Vauquelin (beide Arkéa-B&B Hotels), Hugo Houle (Israel-Premier Tech), Jordan Jegat (TotalEnergies), Mike Teunissen (Intermarché-Wanty) und Bram Welten (dsm-firmenich PostNL) vertreten, wobei Ersterer mit einem Rückstand von 15 Minuten und 13 Sekunden der bestplatzierte Fahrer in der Gesamtwertung war. Noch vor der ersten Bergwertung wuchs der Vorsprung der Ausreißer auf rund acht Minuten an. Auf der Côte de Monticino und Côte de Gallisterna sicherte sich Jonas Abrahamsen, der Führende in der Bergwertung, die meisten Punkte, wobei er sich einmal vor Hugo Houle und einmal vor Cristián Rodríguez durchsetzte. Unterdessen war Bram Welten aus der Ausreißergruppe zurückgefallen und vom Hauptfeld eingeholt worden, wo seine Mannschaftskollegen um den Gesamtführenden Romain Bardet (dsm-firmenich PostNL) das Tempo vorgaben. Beim Zwischensprint in Dozza holte Jonas Abrahamsen vor Harold Tejada und Quentin Pacher die meisten Punkte und übernahm somit auch die Führung in der Punktewertung. Im Hauptfeld setzte sich Arnaud Démare (Arkéa-B&B Hotels) vor Bryan Coquard (Cofidis), Biniam Girmay (Intermarché-Wanty), Mads Pedersen (Lidl-Trek) und Jasper Philipsen (Alpecin-Deceuninck) durch, die sich die verbliebenen Punkte sicherten.
Rund 90 Kilometer vor dem Ziel kam es im Hauptfeld zu einem Sturz in den auch Matteo Jorgenson, Wout van Aert (beide Visma-Lease a Bike) und Laurens De Plus (Ineos Grenadiers) involviert waren. Alle drei konnten das Rennen jedoch fortsetzen. Auf der Côte de Botteghino di Zocca sicherte sich Jonas Abrahamsen den einzigen Punkt und baute seine Führung in der Bergwertung weiter aus. Mit Mark Cavendish (Astana Qazaqstan), Fabio Jakobsen (dsm-firmenich PostNL) und Fernando Gaviria (Movistar) fielen bereits früh die ersten Sprinter aus dem Hauptfeld zurück, wobei alle das Ziel im vorgegebenen Zeitlimit erreichten. Der Vorsprung der Ausreißergruppe betrug rund 50 Kilometer vor dem Ziel knappe zehn Minuten. Auf der Côte de Montecalvo holte Jonas Abrahamsen vor Cristián Rodríguez die meisten Punkte, ehe die Ausreißer den finalen Rundkurs mit einem Vorsprung von fünf Minuten erreichten. Unterdessen war mit Mathieu van der Poel (Alpecin-Deceuninck) auch der amtierende Weltmeister aus dem Peloton zurückgefallen.
In der ersten Auffahrt der Côte de San Luca kam es zu den ersten Angriffen, wobei sich kein Fahrer entscheidend von der Fluchtgruppe absetzen konnte. Jonas Abrahamsen holte sich erneut die meisten Punkte. Im Hauptfeld fielen mit Frank van den Broek (dsm-firmenich PostNL) und Wout van Aert der zweite und dritte des Gesamtklassements zurück. Kurz vor der zweiten Zieldurchfahrt setzten sich mit Jonas Abrahamsen, Nélson Oliveira und Kévin Vauquelin drei Fahrer von der Spitzengruppe ab. Das Trio fuhr mit einem Vorsprung von wenigen Sekunden in den Schlussanstieg. Bereits auf den ersten Metern setzte sich Kevin Vauquelin rund 14 Kilometer vor dem Ziel von seinen beiden Gefährten ab und fuhr als Solist zu seinem ersten Grand-Tour-Etappensieg. Dahinter wurde Jonas Abrahamsen mit einem Rückstand von 36 Sekunden Zweiter, ehe Quentin Pacher zu Platz drei sprintete. Bei der letzten Bergwertung holte sich Kévin Vauquelin zudem die meisten Punkte und Zeitbonifikationen. Jonas Abrahamsen passierte die Kuppe als Zweiter und baute seinen Vorsprung in der Sonderwertung auf 12 Punkte aus. Im Hauptfeld griff Tadej Pogačar (UAE Team Emirates) rund 13 Kilometer vor dem Ziel im oberen Teil der Côte de San Luca an. Einzig Jonas Vingegaard (Visma-Lease a Bike) konnte dem Slowenen folgen und die beiden absolvierten die anschließende Abfahrt gemeinsam. Auf dem letzten Kilometer schlossen jedoch Remco Evenepoel (Soudal Quick-Step) und Richard Carapaz (EF Education-EasyPost) zu dem Duo auf. Die vier Fahrer wiesen im Ziel einen Rückstand von zwei Minuten und 21 Sekunden auf. Mit einem Rückstand von 21 weiteren Sekunden überquerte eine 19 Fahrer umfassende Gruppe die Ziellinie, in der neben dem gesamtführenden Romain Bardet auch die meisten anderen Gesamtklassement-Fahrer vertreten waren.
Tadej Pogačar übernahm aufgrund seiner bisherigen Etappenplatzierungen das Gelbe Trikot und lag nun zeitgleich vor Remco Evenepoel, Jonas Vingegaard und Richard Carapaz. Hinter Romain Bardet, der sechs Sekunden zurücklag, folgten die anderen Gesamtklassement-Fahrer mit einem Rückstand von 21 Sekunden. Der Gesamtzweite Remco Evenepoel führte nun die Nachwuchswertung an. Jonas Abrahamsen lag nun an der Spitze der Punkte- und Bergwertung und wurde zum kämpferischsten Fahrer gewählt. In der Mannschaftswertung übernahm das Movistar Team die Führung. Alle 175 gestarteten Fahrer erreichten das Ziel.

## Ergebnis
| \| Etappenergebnis \| Etappenergebnis \| Etappenergebnis \| Etappenergebnis \| Etappenergebnis \| \| Fahrer \| Fahrer \| Land \| Team \| Zeit \| \| --------------- \| ------------------ \| --------------- \| --------------------- \| --------------- \| \| 1. \| Kévin Vauquelin \| Frankreich \| Arkéa-B&B Hotels \| 4 h 43 min 42 s \| \| 2. \| Jonas Abrahamsen \| Norwegen \| Uno-X Mobility \| + 36 s \| \| 3. \| Quentin Pacher \| Frankreich \| Groupama-FDJ \| + 49 s \| \| 4. \| Cristian Rodríguez \| Spanien \| Arkéa-B&B Hotels \| + 49 s \| \| 5. \| Harold Tejada \| Kolumbien \| Astana Qazaqstan Team \| + 49 s \| \| 6. \| Nélson Oliveira \| Portugal \| Movistar Team \| + 50 s \| \| 7. \| Axel Laurance \| Frankreich \| Alpecin-Deceuninck \| + 1 min 12 s \| \| 8. \| Mike Teunissen \| Niederlande \| Intermarché-Wanty \| + 1 min 33 s \| \| 9. \| Hugo Houle \| Kanada \| Israel-Premier Tech \| + 1 min 36 s \| \| 10. \| Richard Carapaz \| Ecuador \| EF Education-EasyPost \| + 2 min 21 s \| |                    |             |                       |                 |
| |                    |             |                       |                 |
| Quellen: ProCyclingStats Cycling Quotient |                    |             |                       |                 |
| Etappenergebnis |                    |             |                       |                 |
| Fahrer | Fahrer             | Land        | Team                  | Zeit            |
| 1. | Kévin Vauquelin    | Frankreich  | Arkéa-B&B Hotels      | 4 h 43 min 42 s |
| 2. | Jonas Abrahamsen   | Norwegen    | Uno-X Mobility        | + 36 s          |
| 3. | Quentin Pacher     | Frankreich  | Groupama-FDJ          | + 49 s          |
| 4. | Cristian Rodríguez | Spanien     | Arkéa-B&B Hotels      | + 49 s          |
| 5. | Harold Tejada      | Kolumbien   | Astana Qazaqstan Team | + 49 s          |
| 6. | Nélson Oliveira    | Portugal    | Movistar Team         | + 50 s          |
| 7. | Axel Laurance      | Frankreich  | Alpecin-Deceuninck    | + 1 min 12 s    |
| 8. | Mike Teunissen     | Niederlande | Intermarché-Wanty     | + 1 min 33 s    |
| 9. | Hugo Houle         | Kanada      | Israel-Premier Tech   | + 1 min 36 s    |
| 10. | Richard Carapaz    | Ecuador     | EF Education-EasyPost | + 2 min 21 s    |

## Gesamtstände
| \| Gesamtwertung \| Gesamtwertung \| Gesamtwertung \| Gesamtwertung \| Gesamtwertung \| \| Fahrer \| Fahrer \| Land \| Team \| Zeit \| \| ------------- \| ---------------- \| ---------------------- \| -------------------------- \| --------------- \| \| 1. \| Tadej Pogačar \| Slowenien \| UAE Team Emirates \| 9 h 53 min 30 s \| \| 2. \| Remco Evenepoel \| Belgien \| Soudal Quick-Step \| + 0 s \| \| 3. \| Jonas Vingegaard \| Dänemark \| Team Visma \\| Lease a Bike \| + 0 s \| \| 4. \| Richard Carapaz \| Ecuador \| EF Education-EasyPost \| + 0 s \| \| 5. \| Romain Bardet \| Frankreich \| Team dsm-firmenich PostNL \| + 6 s \| \| 6. \| Maxim Van Gils \| Belgien \| Lotto Dstny \| + 21 s \| \| 7. \| Egan Bernal \| Kolumbien \| Ineos Grenadiers \| + 21 s \| \| 8. \| Pello Bilbao \| Spanien \| Bahrain Victorious \| + 21 s \| \| 9. \| Thomas Pidcock \| Vereinigtes Königreich \| Ineos Grenadiers \| + 21 s \| \| 10. \| Giulio Ciccone \| Italien \| Lidl-Trek \| + 21 s \| |                  |                        |                            |                 |
| |                  |                        |                            |                 |
| Quellen: ProCyclingStats Cycling Quotient |                  |                        |                            |                 |
| Gesamtwertung |                  |                        |                            |                 |
| Fahrer | Fahrer           | Land                   | Team                       | Zeit            |
| 1. | Tadej Pogačar    | Slowenien              | UAE Team Emirates          | 9 h 53 min 30 s |
| 2. | Remco Evenepoel  | Belgien                | Soudal Quick-Step          | + 0 s           |
| 3. | Jonas Vingegaard | Dänemark               | Team Visma \| Lease a Bike | + 0 s           |
| 4. | Richard Carapaz  | Ecuador                | EF Education-EasyPost      | + 0 s           |
| 5. | Romain Bardet    | Frankreich             | Team dsm-firmenich PostNL  | + 6 s           |
| 6. | Maxim Van Gils   | Belgien                | Lotto Dstny                | + 21 s          |
| 7. | Egan Bernal      | Kolumbien              | Ineos Grenadiers           | + 21 s          |
| 8. | Pello Bilbao     | Spanien                | Bahrain Victorious         | + 21 s          |
| 9. | Thomas Pidcock   | Vereinigtes Königreich | Ineos Grenadiers           | + 21 s          |
| 10. | Giulio Ciccone   | Italien                | Lidl-Trek                  | + 21 s          |

| Punktewertung | Punktewertung       | Punktewertung | Punktewertung              | Punktewertung |
| Fahrer        | Fahrer              | Land          | Team                       | Punkte        |
| ------------- | ------------------- | ------------- | -------------------------- | ------------- |
| 1.            | Jonas Abrahamsen    | Norwegen      | Uno-X Mobility             | 67 P.         |
| 2.            | Kévin Vauquelin     | Frankreich    | Arkéa-B&B Hotels           | 60 P.         |
| 3.            | Quentin Pacher      | Frankreich    | Groupama-FDJ               | 35 P.         |
| 4.            | Frank van den Broek | Niederlande   | Team dsm-firmenich PostNL  | 33 P.         |
| 5.            | Harold Tejada       | Kolumbien     | Astana Qazaqstan Team      | 33 P.         |
| 6.            | Romain Bardet       | Frankreich    | Team dsm-firmenich PostNL  | 30 P.         |
| 7.            | Nélson Oliveira     | Portugal      | Movistar Team              | 27 P.         |
| 8.            | Carlos Rodríguez    | Spanien       | Ineos Grenadiers           | 26 P.         |
| 9.            | Tadej Pogačar       | Slowenien     | UAE Team Emirates          | 22 P.         |
| 10.           | Wout van Aert       | Belgien       | Team Visma \| Lease a Bike | 22 P.         |

| Bergwertung | Bergwertung         | Bergwertung | Bergwertung               | Bergwertung |
| Fahrer      | Fahrer              | Land        | Team                      | Punkte      |
| ----------- | ------------------- | ----------- | ------------------------- | ----------- |
| 1.          | Jonas Abrahamsen    | Norwegen    | Uno-X Mobility            | 23 P.       |
| 2.          | Valentin Madouas    | Frankreich  | Groupama-FDJ              | 11 P.       |
| 3.          | Frank van den Broek | Niederlande | Team dsm-firmenich PostNL | 9 P.        |
| 4.          | Ion Izagirre        | Spanien     | Cofidis                   | 8 P.        |
| 5.          | Romain Bardet       | Frankreich  | Team dsm-firmenich PostNL | 3 P.        |
| 6.          | Cristian Rodríguez  | Spanien     | Arkéa-B&B Hotels          | 3 P.        |
| 7.          | Kévin Vauquelin     | Frankreich  | Arkéa-B&B Hotels          | 2 P.        |
| 8.          | Hugo Houle          | Kanada      | Israel-Premier Tech       | 1 P.        |
| 9.          | Matej Mohorič       | Slowenien   | Bahrain Victorious        | 1 P.        |

| Nachwuchswertung | Nachwuchswertung  | Nachwuchswertung       | Nachwuchswertung           | Nachwuchswertung |
| Fahrer           | Fahrer            | Land                   | Team                       | Zeit             |
| ---------------- | ----------------- | ---------------------- | -------------------------- | ---------------- |
| 1.               | Remco Evenepoel   | Belgien                | Soudal Quick-Step          | 9 h 53 min 30 s  |
| 2.               | Maxim Van Gils    | Belgien                | Lotto Dstny                | + 21 s           |
| 3.               | Thomas Pidcock    | Vereinigtes Königreich | Ineos Grenadiers           | + 21 s           |
| 4.               | Carlos Rodríguez  | Spanien                | Ineos Grenadiers           | + 21 s           |
| 5.               | Matteo Jorgenson  | Vereinigte Staaten     | Team Visma \| Lease a Bike | + 21 s           |
| 6.               | Juan Ayuso        | Spanien                | UAE Team Emirates          | + 21 s           |
| 7.               | Santiago Buitrago | Kolumbien              | Bahrain Victorious         | + 1 min 11 s     |
| 8.               | Ilan Van Wilder   | Belgien                | Soudal Quick-Step          | + 1 min 22 s     |
| 9.               | Javier Romo       | Spanien                | Movistar Team              | + 1 min 22 s     |
| 10.              | Oscar Onley       | Vereinigtes Königreich | Team dsm-firmenich PostNL  | + 2 min 31 s     |

| Mannschaftswertung | Mannschaftswertung         | Mannschaftswertung           | Mannschaftswertung |
| Team               | Team                       | Land                         | Zeit               |
| ------------------ | -------------------------- | ---------------------------- | ------------------ |
| 1.                 | Movistar Team              | Spanien                      | 29 h 40 min 42 s   |
| 2.                 | UAE Team Emirates          | Vereinigte Arabische Emirate | + 30 s             |
| 3.                 | Ineos Grenadiers           | Vereinigtes Königreich       | + 51 s             |
| 4.                 | Red Bull-Bora-Hansgrohe    | Deutschland                  | + 51 s             |
| 5.                 | Soudal Quick-Step          | Belgien                      | + 1 min 31 s       |
| 6.                 | Bahrain Victorious         | Bahrain                      | + 2 min 42 s       |
| 7.                 | EF Education-EasyPost      | Vereinigte Staaten           | + 3 min 41 s       |
| 8.                 | Team dsm-firmenich PostNL  | Niederlande                  | + 5 min 01 s       |
| 9.                 | Team Visma \| Lease a Bike | Niederlande                  | + 5 min 47 s       |
| 10.                | Lidl-Trek                  | Vereinigte Staaten           | + 7 min 04 s       |

## Trivia
Die Auffahrt zum Santuario della Madonna di San Luca bildet den Schlussanstieg des Giro dell’Emilia, der alljährlich im Herbst ausgetragen wird. Im Jahr 2019 wurde der Anstieg im Rahmen des Auftaktzeitfahrens beim Giro d’Italia befahren.
Der Etappensieg von Kévin Vauquelin stellte den ersten Grand-Tour-Etappensieg in der Geschichte der Arkéa-B&B Hotels Mannschaft dar.